# Jullian Taylor
Jullian Taylor (Filadelfia, 30 gennaio 1995) è un giocatore di football americano statunitense che milita nel ruolo di defensive end per i San Francisco 49ers della National Football League (NFL).

## Carriera

### San Francisco 49ers
Taylor fu scelto nel corso del settimo giro (223º assoluto) del Draft NFL 2018 dai San Francisco 49ers. Nella sua prima stagione disputò 6 partite, nessuna come titolare, mettendo a segno 7 tackle. L'anno seguente disputò altre 6 partite prima di rompersi il legamento crociato anteriore in allenamento ed essere inserito in lista infortunati.

## Palmarès
- National Football Conference: 1

San Francisco 49ers: 2019